# Isola Werd
L'isola Werd è la principale di un piccolo gruppo di isole sul Reno all'uscita di questo dal lago di Costanza inferiore, fra i paesi di Stein am Rhein ed Eschenz, appartenente al Canton Turgovia.
A questo gruppo appartengono anche le due isole disabitate di Mittleres Werdli ed Unteres Werdli, zone di protezione naturale per l'avifauna ed appartenenti al Canton Sciaffusa.
Werd fu già abitata verso il 5000 a.C. su palafitte. I romani vi costruirono nel 50 un ponte su palificate fra la Rezia e la Germania.
Sant'Otmaro, primo abate dell'abbazia di San Gallo, vi fu inviato in esilio nel 759 e vi morì il 16 novembre dello stesso anno. In sua memoria vi fu eretto nel XV secolo un convento.
L'isola appartiene all'Ordine benedettino ma è dato in affitto ai francescani e quattro frati vivono nella casetta costruita accanto alla cappella.